# نشان ملی سودان جنوبی
نشان جمهوری سودان جنوبی در ژوئیه ۲۰۱۱ پس از استقلال از جمهوری سودان به تصویب رسید. سودان جنوبی پیش از استقلال، منطقه خودمختار سودان بود.
طرح نشان در آوریل ۲۰۱۱ توسط کابینه دولت خودمختار سودان جنوبی تصویب شد، که پیشتر توسط مجلس قانونگذاری سودان جنوبی در ماه مه ۲۰۱۱ تأیید شده بود.

## طراحی
نشان دارای عقاب دریایی آفریقایی است که یک نیزه و بیل ضربدری در دست دارد، که نماد عزم مردم برای حفاظت از حاکمیت جمهوری خود و تلاش سخت برای تقویت آن است، عقاب با بال‌های باز با نگاه به سمت راست خود به تصویر کشیده شده و در چنگال‌هایش نوشته شعار را نگه داشته است. عقاب نشان‌دهنده قدرت، انعطاف‌پذیری، بینش و شکوه است.

## تاریخچه

### پیش از استقلال
پیش از استقلال، سودان جنوبی بخشی از امپراتوری عثمانی، سودان مصر و بریتانیا، منطقه لادو بلژیکی و سپس منطقه خودمختار سودان بود.

مهر سودان تورکو مصری (۱۸۲۰-۱۸۸۵)
نشان منطقه لادو (۱۸۹۴-۱۹۱۰)
نشان سودان مصر و بریتانیا (۱۹۴۱-۱۹۵۲)
نشان ملی جمهوری سودان از ۱۹۵۶ تا ۱۹۷۰.
نشان جمهوری دموکراتیک سودان میان سال‌های ۱۹۷۰ و ۱۹۸۵.
نشان جمهوری سودان میان سال‌های ۱۹۸۵ تا ۲۰۱۱.